# Colli (Bologna)
Colli è stato un quartiere di Bologna dal 1962 al 1985, anno in cui fu accorpato al quartiere Santo Stefano. Esso prendeva il nome dalla zona della città che ricopriva, quella meridionale, in gran parte collinare, e dall'omonima via.
All'interno del quartiere erano comprese varie località, come San Vittore, Barbiano, Paderno e Gaibola.

## Monumenti e luoghi d'interesse
- Eremo di Ronzano
- Monastero di San Michele in Bosco
- Monumento di Monte Sabbiuno
- Via San Mamolo
- Villa Aldini
- Villa Guastavillani